# El rosario de plata
El rosario de plata fue una serie de televisión de 1969 producida por Protab para Canal 13. Creada y escrita por Arturo Moya Grau.

## Argumento
Esmeralda Santos (Virginia Fischer) y Fernando Ortíz (Leonardo Perucci) son una feliz pareja de exitosos actores, dueños de su propio teatro. Pero, Esmeralda oculta un secreto a su esposo. Cuando era casi una niña, un amigo de su padre la violó y ella tuvo un hijo que entregó a una criada. El violador, Gerardo Mendieta (Marcelo Gaete), reaparece en la vida de Esmeralda con intenciones de quedarse con ella y su teatro. Para eso trae a la atractiva Malva Quijano (Eliana Vidal) que se ofrece a invertir en la compañía, pero en realidad busca seducir a Fernando y separarlo de su esposa. Mientras se defiende del acoso de Gerardo, Esmeralda se encuentra ante otro problema. Su hijo, Miguel (Osvaldo Silva), llega del campo buscando empleo en su compañía.

## Elenco
- Virginia Fischer como Esmeralda Santos.
- Leonardo Perucci como Fernando Ortíz.
- Marcelo Gaete como Gerardo Mendieta.
- Eliana Vidal como Malva Quijano.
- Osvaldo Silva como Miguel.
- Amelia Requena como Susana.
- Carlos Mauricio Graves

## Otra versiones
- El rosario de plata es una versión libre de la radionovela Rosario original de Arturo Moya Grau difundida en 1950.
- Telesistema Mexicano (hoy Televisa) realizó una versión en el mismo año 1969 titulada Rosario protagonizada por Maria Rivas y Miguel Córcega.
- En 1971 fue llevada al cine en México con el título de Rosario protagonizada por Marga López y Aldo Monti.